# Letzte Tage im Elysée
Letzte Tage im Elysée ist ein französischer Spielfilm aus dem Jahre 2005.

## Handlung
François Mitterrand steht am Ende seiner letzten Amtszeit als französischer Präsident. Der junge Journalist Antoine Moreau möchte den großen Staatsmann am Ende seiner politischen Laufbahn über sein politisches Leben interviewen. Der kranke alte Mann soll außerdem am Ende seines Lebens Auskunft über sein privates Leben geben. Antoine sieht in der Möglichkeit des Interviews mit Mitterrand die berufliche Chance seines Lebens. Der alte Präsident entzieht sich jedoch den Fragen des Journalisten und inszeniert ein Bild, das er der Nachwelt hinterlassen möchte. Er benutzt den jungen Journalisten für seine Zwecke. Es entspinnt sich ein Duell, aus dem beide ihren Nutzen ziehen können, Mitterrand jedoch die Fäden in der Hand hält, ohne dass dies dem jungen Journalisten bewusst wird. Antoine verfällt der charismatischen Aura des Präsidenten, dass sogar die Beziehung zu seiner Frau ernste Risse bekommt.

## Hintergrund
Der Film entstand nach dem Buch Le dernier Mitterrand von Georges-Marc Benamou, der auch am Drehbuch mitarbeitete.

## Kritiken
„Der dialoglastige Film will das Allgemeine hinter dem Besonderen transparent machen, was gleichwohl eine gewisse Kenntnis von französischer Politik und Geschichte voraussetzt. Michel Bouquet fesselt in der Präsidentenrolle.“

„Trotz des jungen Gegenspielers in Gestalt des Journalisten ist der Film des Regisseurs Robert Guédiguian vor allem eine – man kann es nicht anders sagen – brillante One-Man-Show der Schauspielers Michel Bouquet, der Francois Mitterrand gleichermaßen hintergründig, geheimnisvoll und komplex anlegt, doch ihn nicht wirklich Bedeutsames preisgeben lässt – die erwarteten und erhofften Skandale bleiben aus. Dass der Film nur bedingt zu fesseln weiß, liegt aber auch an den zahlreichen Verweisen auf die französische Politik, mit denen ein Nicht-Franzose nur sehr wenig anzufangen weiß.“

## Auszeichnungen
Der Film lief im Wettbewerb der Berlinale 2005. 2006 wurde Michel Bouquet für seine Darstellung des alten Präsidenten mit dem César als bester Hauptdarsteller ausgezeichnet.